# Ак-Эрик
Ак-Эрик (тув. Ак-Эрик)— село, административный центр и единственный населённый пункт Кызыл-Чыраанского сумона Тес-Хемского кожууна Республики Тыва.

## География
Село находится у р. Тес-Хем.
Улицы
ул. Алдын-Херел, ул. Дончун Михаила, ул. Ооржак Хулер-оола, ул. Ооржак Чадамба, ул. Чооду Курседи
К селу примыкают местечки (населённые пункты без статуса поселения) м. Агар, м. Агар-Оруу, м. Ак-Кежиг, м. Ак-Тей, м. Ак-Тей-Кодуу, м. Бага-Уну, м. Даштыы-Хавак, м. Дел-Адаа, м. Дел-Баары, м. Доозуннуг, м. Доора-Даг, м. Дугай, м. Дузактыг-Кажык, м. Дыттыг-Хем, м. Иштии-Хавак, м. Каък-Ишти, м. Кок-Тей, м. Тес, м. Тес-Уну, м. Улуг-Кузег, м. Улуг-Холчук, м. Хаттыг-Тей, м. Хачылыг-Тей, м. Чайлаг-Кара, м. Шара-Нур, м. Шиви-Кудуруу

## Население
| 2002 | 2010 | 2011 | 2012 | 2013 | 2014 | 2015 |
| ---- | ---- | ---- | ---- | ---- | ---- | ---- |
| 864  | ↘841 | ↘839 | ↗861 | ↘837 | ↗850 | ↗867 |
| 2016 | 2017 | 2018 | 2019 | 2020 | 2021 |      |
| ↘856 | ↗868 | ↗883 | ↗885 | ↗900 | ↘883 |      |

## Известные жители
В с.Ак-Эрик родился Федор Менгертиевич Тау (5 сентября 1929 — 19 марта 2006) — народный певец-хоомейжи Республики Тыва. 

## Инфраструктура
Новая школа.
Канал имени Калинина.
Сотовая связь
Действуют 3 оператора сотовой связи — Билайн, МТС и Мегафон.

## Транспорт
Автодорога местного значения.

## Достопримечательности
В 1993 году в селе был установлен памятник коню по кличке Эзир-Кара (Чёрный орел), хозяин которого, председатель Торе-Хольского сумона Санданмаа Соян, был расстрелян в 1939 году, после чего его коню навсегда было запрещено участвовать в скачках.